# Fournier RF 5
Fournier RF 5 – dwuosobowy motoszybowiec skonstruowany przez René Fourniera.

## Historia
Konstrukcja powstała jako rozwinięcie jednoosobowego Fournier RF 4. Prototyp ze znakami F-BSOY został oblatany w styczniu 1968 r. Produkcja seryjna została podjęta przez wytwórnię Sportiavia na terenie RFN.

## Konstrukcja
Dwumiejscowy motoszybowiec w układzie dolnopłatu. Kadłub o konstrukcji drewnianej, kryty sklejką. Miejsca załogi w układzie tandem, dla ucznia przewidziano pierwsze miejsce. kabina zakryty dwuczęściową osłoną otwieraną na prawą stronę. W kadłubie mieści się zbiornik paliwa. Podwozie w układzie rowerowym ze sterowanym kółkiem ogonowym, chowane w locie. Dodatkowo pod skrzydłami zamocowano metalowe podpórki stabilizujące maszynę na ziemi. Pierwotnie zastosowano silnik Rectimo-4 przebudowany z silnika samochodowego Volkswagen, w egzemplarzach seryjnych montowano silniki Limbach SL1700. Śmigło dwułopatowe, drewniane, o stałym skoku. Silnik można zatrzymywać i uruchamiać podczas lotu